# VI Legislatura de la Asamblea Nacional de Venezuela
La VI Legislatura de la Asamblea Nacional de Venezuela está prevista a ser instalada el 5 de enero de 2026. tras los resultados de las elecciones del 25 de mayo de 2025. Hubo críticas sobre la asignación de escaños al realizarse potencialmente mediante el método Sainte-Laguë y no mediante la Ley D’Hondt, posiblemente en violación de la Ley Orgánica de Procesos Electorales (LOPRE).

## Bancadas
| Alianza                            | Diputados |
| ---------------------------------- | --------- |
| Gran Polo Patriótico Simón Bolívar | 253       |
| Alianza Democrática                | 14        |
| Un Nuevo Tiempo-Unión y Cambio     | 11        |
| Fuerza Vecinal                     | 3         |
| Alianza del Lápiz                  | 1         |
| Total                              | 285       |

## Composición
Algunos de los candidatos anunciados como electos, aquellos adjudicados por lista, son los siguientes:
- Alfonso Campos
- Ángel Marcano
- Antonio Ecarri Angola
- Cilia Flores
- Ciro León
- David Uzcátegui
- Desirée Santos Amaral
- Didalco Bolívar
- Fernando Soto Rojas
- Francisco Arias Cárdenas
- Gilberto Jiménez Prieto
- Henry Falcón
- Henry Parra
- Henrique Capriles Radonski
- Ilenia Medina
- Iris Varela
- Ivonne Ron
- Jehyson Guzmán
- Jesús Faría
- Jorge Arreaza
- Jorge Rodríguez
- José Bernabé Gutiérrez
- José Brito
- José Gregorio Correa
- José Vielma Mora
- Juan Carlos Alvarado
- Juan Escalona
- Luis Emilio Rondón
- Luis Parra
- Maigualida Barrera
- María León
- María Rosa Jiménez
- Miguel Pérez Abad
- Nazarela Méndez
- Noelí Pocaterra
- Pablo Pérez
- Pedro Lander
- Stalin González
- Timoteo Zambrano
- Vanessa Montero
- Wilmar Castro Soteldo
- William Fariñas

| Predecesor: V Legislatura de la Asamblea Nacional de Venezuela | Composición de la Asamblea Nacional de Venezuela Período: 2026-2031 | Sucesor: - |